# Nur al-Din al-Bitruji
Abū Isḥāq Nūr al-Dīn al-Biṭrūjī, anche noto come Abū Isḥāq ibn al-Biṭrūgi, in Occidente latino noto come Alpetragius (in arabo أبو اﺳﺤﺎﻕ ﻧﻮﺭ ﺍﻟﺪﻳﻦ البطروجي‎?; Pedroche, XI secolo – 1204), è stato un astronomo e filosofo arabo.
Nacque nell'attuale Marocco, all'epoca chiamato "Maghreb al-Aqsa", da una famiglia originaria di Pedroche (in arabo "Biṭrūj", da cui deriverà quindi la sua nisba). Soggiornò a Siviglia, in al-Andalus (Spagna islamica), dove fu discepolo di Ibn Tufayl (Abubacer) e contemporaneo di Averroè. Morì verso il 1204.
Gli è stato dedicato il cratere Alpetragius sulla superficie della Luna.

## Opere
Al-Biṭrūjī scrisse il Kitāb al-Hayʾa (in arabo كتاب الهيئة‎?, "Libro dell'astronomia") , tradotto dalla lingua araba in quella ebraica e poi in latino da Michele Scoto a Toledo nel 1217.
Nel 1259 Moshe ibn Tibbon tradusse il lavoro in ebraico e nel 1528 Kalonymos ben David (Calo Calonymo) - che aveva studiato forse a Napoli e che viveva a Venezia - lo volse ancora una volta in latino col titolo Theorica planetarum, stampandolo nel 1531 a Venezia, nello stesso anno in cui usciva il Tractatus de Sphaera (Trattato sulla sfera) di Giovanni Sacrobosco (John of Holywood).
Propose una teoria sui moti planetari in cui intendeva evitare epicicli o soluzioni che prevedessero eccentricità, e render conto del fenomeno peculiare delle "stelle vaganti" (i pianeti) dalla rotazione delle sfere omocentriche. Questa era una modifica del sistema per il moto planetario proposto dai suoi predecessori, Ibn Bajjah (Avempace) e Ibn Tufayl (Abubacer Aben Tofail). Tuttavia, il suo modello planetario - che seguiva ancora la nozione aristotelica che il moto delle stelle e dei pianeti dovesse essere perfetto e quindi circolare - non rimpiazzò quello tolemaico, che forniva predizioni numeriche delle posizioni dei pianeti più precise.